# Kurt Fina
Kurt Fina (* 1924 in Brünn; † 3. Mai 1983 in Eichstätt) war seit 1972 Professor für Geschichtsdidaktik an der Pädagogischen Hochschule, dann an der Katholischen Universität Eichstätt.

## Leben und Werk
Nach dem Studium und der Promotion 1955 arbeitete er als Gymnasiallehrer. Seit 1959 war er Seminarlehrer in Würzburg und erhielt an der dortigen Universität einen Lehrauftrag. Fina engagierte sich in der Ausbildung der Realschullehrer. Er war langjähriger Vorsitzender der bayrischen Konferenz für Geschichtsdidaktik. Fina galt als betont konservativer Gelehrter auf katholischer Grundlage. Er ist als Bildungstheoretiker in der Geschichtsdidaktik anzusehen. Sein Bildungsverständnis wird als eine „in der katholischen Soziallehre wurzelnde Konzeption historischer Bildung“ spezifiziert. 
Seine Veröffentlichungen betrafen vor allem viele Aspekte der Geschichtsmethodik, er wehrte sich aber auch gegen die gesellschaftskritische Geschichtsdidaktik der 1970er Jahre. Als einer der ersten Geschichtsdidaktiker hat er den Umgang der Schüler mit Bildern untersucht.

## Schriften
- Geschichtsdidaktik und Auswahlproblematik. Vom Sinn des Exemplarischen im Geschichtsunterricht. Ehrenwirth, München 1969.
- Geschichtsmethodik. Die Praxis des Lehrens und Lernens. 2. ergänzte Auflage. Ehrenwirth, München 1981, ISBN 3-431-02316-9.